# Oued El Abid (Maroc)
L’Oued El Abid (arabe : واد العبيد ; berbère : Asif n isxʷmann ou ⴰⵙⵉⴼ ⵏ ⵉⵙⵅⵯⵎⴰⵏⵏ) est un cours d'eau marocain. C'est le principal affluent de l'oued Oum Errabiâ. Son bassin se situe dans les provinces d'Azilal et de Beni-Mellal et, en extrême amont, dans la province de Midelt. Il prend sa source dans le Haut Atlas oriental, près de Tounfite, à quelques kilomètres des sources de la Moulouya, et conflue avec l'Oum Errabiâ à mi-chemin entre El Kelâa des Sraghna et Fkih Ben Salah, à une quarantaine de kilomètres des deux villes.

## Cours
Le principal affluent de l'Oued El Abid est l'Assif Ahansal. Les deux rivières confluent au niveau du lac de retenue du barrage Bin el Ouidane. En aval du barrage, la rivière creuse des gorges étroites et encaissées. Les cascades d'Ouzoud, haut lieu touristique de la région Béni Mellal-Khénifra, sont le lieu de rencontre spectaculaire de l'Oued Ouzoud, un affluent mineur, et de l'Oued El Abid.